# 葵花药业
葵花药业集团股份有限公司，簡稱葵花药业集团或葵花药业（深交所：002737），是中华人民共和国的一家大型制药集团，总部位于黑龙江省哈尔滨市。其旗下旗舰企业——黑龙江葵花药业股份有限公司于1998年由关彦斌收购黑龙江省五常制药厂资产后创立，其后业务在中国大陆全国范围扩张，现共设26家控股子公司。该公司旗下的胃康灵胶囊、护肝片、小儿肺热咳喘口服液等产品在中国大陆享有一定知名度。

## 历史
葵花药业的前身为五常制药厂，是隶属原五常市工业局的国营企业，成立于1966年。1998年，时任五常塑料厂厂长关彦斌率领塑料厂的48名股东，整体收购停产9个月、资不抵债的五常制药厂。关彦斌的妻子张晓兰为此借贷1000多万元人民币，帮助关彦斌买下药厂，并将其更名为黑龙江省五常葵花药业有限公司。根据公司招股书，五常葵花成立时注册资本为1,380万元，关彦斌持股59.85%，张晓兰持股0.76%。葵花药业在创立初期艰难起步，资金链紧缺，因此依托当时政府的扶持。为了对公司进行全面改革，关彦斌将自家亲戚安排进管理层。除关彦斌夫妇与其子女，关彦斌的父亲关金凯、弟弟关彦明、关彦玲及其他亲属都持有不同比例的股份，故公司呈现明显的家族企业特征。当年，正式投产核心产品护肝片。
葵花药业在创立初期，进行了大刀阔斧的改革，集中精力抓管理和销售，1999年实现扭亏为盈。1999年到2001年，葵花药业连续3年实现跨越发展；行业地位跃居为黑龙江省内医药制造业第2名、中药制药企业第1名，并跻身中国大陆大型中药工业企业之列。葵花牌护肝片进入全国中成药销售数量排行榜的前8位，销售额从不足1000万元做到1亿元。葵花药业的主要经济指标连续4年保持300%的发展速度，被黑龙江日报等媒体誉为“葵花现象”。
2002－2006年，葵花药业纳税规模位居黑龙江民营企业之首位，并进入全国私营企业纳税规模排行榜前22位，纳税额占当地财政收入的三分之一。
2003年6月，五常葵花改制为股份有限公司，企业名称变更为黑龙江葵花药业股份有限公司。
2005年8月9日，黑龙江葵花集团有限公司（葵花药业集团前身）成立，关彦斌持股51.09%。葵花集团此后收购五常葵花70%股权，至2010年持股比例提升至99.82%。
2007年，葵花药业与营销策划公司华与华合作，在华与华的帮助下启动了进军儿童药市场的战略，并根据这一战略进行了一系列企业并购。期间，公司启用了“小葵花”形象统一了全线儿童用药产品包装。2007年1月，葵花药业宣布从伊春公司原股东北京海达尔投资管理有限公司、孙海涛处购得伊春公司股权，为该公司首个对外收购企业，收购后伊春公司成为该公司控股子公司。此后又自重庆市涪陵投资集团公司收购重庆御一药业90%股权，并更名为葵花药业集团（重庆）有限公司。同年3月7日，黑龙江葵花集团有限公司经国家工商行政管理总局核准更名为葵花药业集团有限公司。
2009年8月2日，葵花药业召开股东大会，以发起设立方式整体变更为葵花药业集团股份有限公司。2009年9月1日，葵花药业取得《企业法人营业执照》，公司股份制改制工作完成。
2014年9月10日，葵花药业向中国证监会递交招股说明书。根据说明书，募集资金主要用于五常葵花片剂、胶囊剂、颗粒剂、口服液扩产项目、重庆公司“退城入园”搬迁扩建项目、研发中心项目、伊春公司扩产改造项目、偿还银行贷款及补充流动资金等方面。根据证监会9月26日发布的补充公告显示，葵花药业由于尚有相关事项需进一步落实，取消原定于9月26日召开的第163次主板发审委会议，即取消对葵花药业首发IPO申请审核。10月31日，中国证监会发行审核委员会召开会议，经审核，葵花药业首发获通过。12月30日，葵花药业在深圳证券交易所挂牌上市，证券代码为“002737”。
2017年7月12日，葵花药业公告称，公司实际控制人关彦斌、张晓兰夫妇已于近日办理离婚手续，公司实际控制人由关彦斌、张晓兰夫妇变更为关彦斌。在解除婚姻关系前，关彦斌、张晓兰分别持有葵花药业14.96%的股权、0.22%的股权；分别持有葵花集团51.09%的股权、0.76%的股权。
2018年12月28日，葵花药业公告称，公司创始人、董事长、总经理关彦斌“因个人年龄原因”宣布申请辞去公司董事长、总经理职务，辞职后仍担任公司战略顾问委员会主任职务。此前在12月22日，关彦斌在其前妻张晓兰家中将张晓兰暴砍，29日被大庆警方以涉嫌故意杀人罪监视居住。2019年2月1日，葵花药业再次发布公告称，公司董事会选举关玉秀为公司第三届董事会董事长，选举关一为公司第三届董事会战略委员会委员、并担任董事会战略委员会召集人。关玉秀和关一均为关彦斌的女儿。关玉秀和关一接任公司高管后的第一年，葵花药业业绩出现下滑。2019年公司实现营业总收入43.7亿，同比下降2.24%；净利润5.65亿，同比微增0.38%。
2019年4月10日，因创始人关彦斌涉嫌故意杀人被批捕，深交所向葵花药业下发关注函，要求其就公司实际控制人是否发生变更等信息在11日前回复并对外披露。公司回复深交所问询函表示，关彦斌故意杀人案属于个人行为，系因个人纠纷引起，未涉及与家族成员无关的第三方，未涉及公司业务经营。关彦斌被拘捕后，仍保留公司实际控股权。

## 公司事务

### 股权架构、与母公司的关系
葵花药业是由葵花集团有限公司持有绝对控股权的公司，根据公司2021年年报，持股比例为45.41%。而关彦斌的持股比例为9.03%，黑龙江金葵投资股份有限公司持股比例为4.11%。公司由关彦斌持有实际控制权，总持股比例58.55%。
2021年4月，葵花药业通过《关于公司2021年员工持股计划（草案）及其摘要的议案》，公司29名市场营销管理岗位人员参加员工持股计划。
葵花药业控股母公司葵花集团成立于2008年11月5日，拥有诸多产业，涉及房地产开发、制造业、批发和零售业，以及农林牧渔业等，旗下公司除葵花药业外，还拥有众多子公司，如黑龙江葵花房地产开发有限公司（“葵花房地产”）、五常葵花阳光米业有限公司（“葵花米业”）和黑龙江葵花物业管理有限公司等。关氏家族持有葵花集团的绝对控制权。

### 控股子公司
截至2021年年报可行日期（2021年12月31日），葵花药业共有如下控股子公司：
制药业务
- 哈尔滨葵花药业有限公司
- 黑龙江葵花药业股份有限公司99.90%（简称五常葵花，旗舰企业）
- 葵花药业集团（伊春）有限公司96.32%[註 4]
- 葵花药业集团重庆小葵花儿童制药有限公司90%[註 5]
- 葵花药业集团（唐山）生物制药有限公司98.68%[註 6]
- 葵花药业集团（佳木斯）有限公司[註 7]
- 葵花药业集团佳木斯鹿灵制药有限公司[註 8]
- 葵花药业集团（衡水）得菲尔有限公司95%[註 9]
  - 葵花药业集团（冀州）有限公司[註 10]
- 葵花药业集团（吉林）临江有限公司[註 11]
  - 吉林柏鹤药业有限公司
- 葵花药业集团（襄阳）隆中有限公司[註 12]
  - 葵花药业集团湖北武当有限公司
- 葵花药业集团（贵州）宏奇有限公司[註 13]

其他制造业务
- 黑龙江省葵花包装材料有限公司99.90%
- 葵花药业集团重庆小葵花健康产业发展有限公司

药材种植业务
- 黑龙江葵花药材基地有限公司
- 葵花药业集团山西药材基地有限公司70%

研发及技术发展业务
- 葵花药业集团北京药物研究院有限公司97.86%
- 葵花药业集团（天津）药物研究院有限公司70%
- Sunflower Forest, Inc.（中文：葵花林有限公司，美国佛罗里达州注册[21]）[註 14]
  - 哈尔滨新葵医药科技有限公司[註 14]

批发零售业务
- 葵花药业集团医药有限公司
- 四川省葵花医药有限公司
- 广东葵花医药有限公司
- 黑龙江葵花大药房有限公司
- 哈尔滨红叶医药有限公司
- 葵花药业集团（海南）医药科技有限公司
- 葵花医药集团(香港)有限公司

非主营业务
- 黑龙江省葵花人力资源服务有限公司

## 业务
葵花药业以中成药、化学药品（包括生物制药）为主营业务。该公司的产品以中成药为主，以化学药、生物药为辅，同时涉足健康养生品的研发生产。截至2021年，公司共有非处方药品种超300个。公司现拥有成人用药及大健康产品品牌“葵花”和儿童用药及大健康产品品牌“小葵花”两个主品牌，在主品牌的基础上延伸“葵花康宝、得菲尔、言净欣、言诺欣”等子品牌，构成了葵花品牌梯队和矩阵。旗下儿童用药品牌“小葵花”品牌创立于2007年，共有上市品种近60个，其中销售额超千万品种超20个。据报道，“小葵花”品牌由关彦斌二女儿，现任公司总经理的关一亲手策划推出，被认为是“是一名协助父亲从葵花药业初创到走向企业二次巅峰的实战派创二代”。
2010年起，葵花药业开始取得其他药品生产企业部分产品的独家总经销权，并授权该药品生产企业使用葵花商标，被许可使用的商标仅用于代理的产品。通过商标授权使用，可发挥葵花品牌影响力，充分利用销售网络及渠道优势，丰富产品群品种。
2021年，公司通过BD模式，取得印度瑞迪制药两款儿童罕见病用药己烯酸口服溶液用散、曲恩汀胶囊在中国大陆的代理权。

### 主要产品
葵花药业的主要产品包括：
- 消化系统用药类：胃康灵胶囊、复合凝乳酶胶囊、美沙拉嗪肠溶片、护肝片、胃舒宁颗粒、肝胃气痛片、泻痢固肠丸、芩草止痢片（独家品种[註 15]）、双参乙肝滴丸
- 儿科用药类（小葵花）：小儿肺热咳喘口服液/颗粒（独家品种[註 15]）、小儿清肺化痰口服液、小儿化痰止咳颗粒、小儿氨酚黄那敏颗粒、小儿十维颗粒（独家品种[註 15]）、芪斛楂颗粒、金银花露
- 妇科用药类：康妇消炎栓（独家品种[註 15]）、益母草颗粒、八珍益母片、乳核内消颗粒、赞化鹿茸丸（独家品种[註 15]）
- 感冒用药类（蓝人系列）：复方氨酚烷胺颗粒（胶囊/片）、鹽酸氨溴索口服溶液、四季感冒片、发汗解热丸（独家品种[註 15]）、感冒清热颗粒、复方金银花颗粒、桑菊感冒片（颗粒）、消痰益康糖浆（独家品种[註 15]）
- 骨科用药类：骨折挫伤胶囊、舒筋丸、双虎肿痛宁喷雾剂（独家品种[註 15]）、氨糖美辛肠溶胶囊（独家品种[註 15]）、奥沙普秦片、加味天麻胶囊
- 心脑血管用药类：通脉颗粒（口服液）、天菊脑安胶囊、救尔心胶囊、复方丹参胶囊、滋肾健脑颗粒、清热醒脑灵丸

### 经营模式与市场推广
葵花药业自成立以来，提出了“销售是龙头”的经营理念，形成了以团队营销、组合营销、控制营销为核心的具有特色的营销模式。该公司还采用“品牌、普药、处方、大健康”的组合式营销模式，其中，公司“品牌营销、普药营销”的OTC营销模式在行业中处于领先位置。公司组建了2个销售子公司、2个销售孙公司，下辖16个事业部的药品销售组织；在全国建立超过400支省级销售团队，直接掌控超过30万家销售终端。葵花药业的营销活动完全市场化运作，一手抓消费者，一手抓销售者，一手抓处方撬动，形成“广告拉、处方带、OTC推、普药拦、健康品跟”的业务管理和推广模式。同时，公司启动全员营销，对终端客户与目标用户进行产品与营销宣传，同时在节日营销上扩展疾病月，使其扩大宣传覆盖面和精准性。
葵花药业从成立时起，确立了走品牌战略的路线，广告宣传一直处于首要地位。该公司采取立体式品牌传播策略，持续投入大额资金和人力、物力进行品牌建设，其广告及业务宣传费支出始终处于较高水平。该公司还通过健康教育、科普宣传、幼儿园活动、社区活动等多种活动形式与消费者进行深入沟通，以强化品牌影响力和知名度。
2007年，葵花药业与营销策划公司华与华合作，为旗下儿童用药产品推出以“小葵花”形象为主体设计的包装，并在其旗下旗舰产品小儿肺热咳喘口服液启用该形象。小葵花小儿肺热咳喘口服液的广告在中国中央电视台和10余家省级卫视投放，以广告开头语“小葵花妈妈课堂开课啦”迅速风靡全中国大陆。广告投放仅一年，该品种实现了1.5亿元的销售额，成为继护肝片、胃康灵之后，葵花药业的第三张王牌。葵花药业还先后与中国大陆地方电视台合作开展了小葵花冠名的主题活动，并在互联网上开通“小葵花妈妈课堂”网站，建立一个患者与专家之间的互动平台。“小葵花”形象还衍生出了葵花爷爷和葵花姐姐的形象，分别代表成人用药系列和妇科用药系列。
2016年，葵花药业“小葵花”品牌联合中国中央电视台推出“五岁聋儿无声诉说”公益视频，讲述主人公浠诺三年前因为一次发烧后用药不当，使她的听力越来越弱，之后变成聋哑人的故事。此视频掀起全社会对儿童安全用药的热议。2018年，“小葵花”品牌专门成立了“小葵花儿童安全用药公益基金”。该公益基金已经在全国开展百余场线下小葵花“儿童安全用药”公益课堂，活动覆盖全国500所社区幼儿园，10万家庭。
2019年，葵花药业新任总经理关一表示，公司在品牌方面推动“两个创新”。第一是通过传播创新，在传统的卫视联播策略基础上，创新线上小葵花妈妈课堂的用户平台建设以及线下幼儿园亲子的互动活动推广，助力葵花品牌持续、快速发展；第二是IP化运营，通过动画片、儿歌等形式，打造小葵花形象及小葵花妈妈课堂的品牌IP，推动小葵花成为儿童药的第一品牌。
2021年，葵花药业成立品牌与数字化营销管理中心，对小葵花IP形象进行二次升级。在整体品牌宣传运营方面做到用户管理、媒介触达、电商引流等业务线多项提升，并构建一键式链路营销，建立用户管理平台，以小葵花妈妈课堂为载体建立CRM用户管理系统。

## 荣誉
葵花药业曾先后被中华全国总工会授予全国先进企业“全国五一劳动奖状”；被全国工商联和国家质量监督检验检疫总局授予“工商联重质量、守信誉先进会员企业”称号；被中国企业联合会、中国企业家协会和全国工商联评为“全国就业和社会保障先进民营企业”。2007年，葵花药业的“葵花及图”商标被原国家工商总局认定为“中国驰名商标”；2010年，黑龙江葵花药业股份有限公司被中国中药协会、中国医药报社评选为“中药企业品牌百强”“中药成长型企业品牌十强”。2013年位居“中国医药行业最具影响力榜单”第7位。2021年，位居中国中药企业Top100第15位。

## 轶事
随着关彦斌早年投资医药事业取得的成功，葵花药业成为在五常当地人眼中一家无人不晓的企业，五常人用“五常就靠葵花活着”形容葵花药业对当地的影响。当地更为五常葵花药业所在的道路命名为“葵花大街”。关彦斌发迹后还回报家乡，2004年捐建了一所葵花小学。
约2011年，葵花希望小学合并。

## 争议
2017－2018年，葵花药业曾多次遭到国家药监局与各地方药监局通报，存在产品质量不合格、不同项目上存在缺陷的问题，如购进使用劣中药饮片土鳖虫、咖啡因含量不符合规定、含量测定不合格等。该公司在深交所“互动易”平台上对外回应称“公司对此表示歉意，未来生产中会更加严谨，加强质量和标准检验控制”。此外，葵花药业重营销轻研发的问题也遭到批评。